# 黄皇后
黄皇后（こうこうごう、生没年不詳）は、南明弘光帝の即位前の最初の正室。孝哲簡皇后（こうてつかんこうごう）と諡された。

## 経歴
洛陽で青銅器の蒐集家の黄奇瑞の娘に生まれた。兄は黄九鼎、弟は黄調鼎。
天啓2年（1622年）10月、福王朱常洵の長男の徳昌王朱由崧（後の弘光帝）と結婚し、妃（正室）となった。崇禎14年（1641年）以前に早世し、洛陽の孟津県東山頭村に葬られた。父の黄奇瑞は正四品都指揮僉事に任じられたが、崇禎14年に李自成が洛陽を攻撃した際、殺害された。
弘光帝が南明の皇帝に即位すると、黄氏は孝哲懿荘温貞仁靖皇后と追諡された。黄奇瑞は洛中伯に追封され、黄九鼎がその洛中伯を継ぎ、黄調鼎は保安伯に封じられた。
清軍が南京を占領し、弘光帝が捕虜になって処刑された後、黄調鼎は遺骨を黄氏と合葬された。永暦帝が南明の皇帝に即位すると、孝哲懿荘温正仁靖儀天昭聖簡皇后の諡号を改贈された。

## 伝記資料
- 『南明史』
- 『明熹宗実録』
- 『清史稿』
- 弘光帝の崇禎十七年七月初三日詔書